# 夕やけニャンニャン
『夕やけニャンニャン』（ゆうやけニャンニャン）は、フジテレビ及び一部系列局で1985年4月1日から1987年8月31日に生放送されていたバラエティ番組である。通称は『夕ニャン』（ゆうニャン）。放送回数は全573回。
放送時間は月曜 - 金曜の17時 - 18時（最終回は16時からの2時間スペシャル）。

## 概要
元々は、女子大生をメインとした深夜番組『オールナイトフジ』の延長線上で企画・放送された『オールナイトフジ女子高生スペシャル』から派生したもの。男子中高生をメインターゲットにした「女子高生スペシャル」は関東ローカルで2回放送され（1985年2月23日、3月16日。16時 - 17時25分、関東ローカル）、『夕やけニャンニャン』スタートを前提においた「初期おニャン子決定」という意図も持たせていた。
放送形態は基本的に生放送であったが、夏休み時期や年始などはスタッフや出演者の休みを兼ねて1週間通して事前収録し、VTRにて放送することもあったほか、スタジオセットの大規模な入れ替えを行った1987年3月30日から4月3日までの1週間も、物理的にスタジオを使用できないことから、事前収録によるVTR放送となった。また、これらとは別に夏休み期間にはフジテレビが明治神宮外苑の聖徳記念絵画館前周辺で毎年開催していたイベント『ふり〜ばる』の模様を1週間現地ステージから生中継する『夏休みスペシャル　ふり〜ばる'XX（開催年）ザ・夏!
』が同時間帯に編成されていたため、先の事前収録と合わせて2週間、生放送が休止されていた。
番組名は当初『夕暮れニャンニャン』（ゆうぐれニャンニャン）を予定していた。しかし当時、愛人バンク「夕ぐれ族」が社会問題化しており、それを連想させるタイトルにスポンサーが難色を示した事から『夕やけニャンニャン』に変更した。当時のスタッフは「『夕やけロンちゃん』（TBS）みたいだが、ま、いいか」ということで『夕やけニャンニャン』に落ち着いたという。
番組名について、芸能ジャーナリストの佐々木博之は、当時、芸能人のベッド流出写真などを「ニャンニャン写真」と称していたことに触れ「今考えれば番組名からしてマズイ（苦笑）」としながらも、番組開始以前より性を連想させる歌は多くあり「それがウケていた時代でもありました」と話している。
番組開始の当初の宣伝ポスターは片岡鶴太郎・松本小雪・とんねるずを指名手配風にしてコニカルな罪名をつけて、「この顔にピンと来たらフジテレビ」であった。
番組の全盛期は、開始約3か月後となる1985年夏から1986年初頭にかけてで、この時期の視聴率は平日夕方5時台の視聴率としては異例とも言える13%前後で推移した。

### おニャン子クラブ
当番組の『アイドルを探せ』というコーナー名のオーディションに合格した女子高校生など（後述）はおニャン子クラブとしてデビュー。会員番号12番以降のおニャン子クラブメンバーはこのオーディションの通過者である。
「うしろゆびさされ組」や「ニャンギラス」、「うしろ髪ひかれ隊」などの個別ユニットや、各個人としてもレコードを出してオリコンウィークリーランキングの上位常連となり、新田恵利や国生さゆり、城之内早苗、渡辺美奈代、渡辺満里奈、工藤静香、などのメンバーは、現在も芸能界で活躍している。

### オーディション『アイドルを探せ』
毎週5人出場して5日間を通してオーディションを実施し、会場の審査員の最終審査=金曜日に100点以上を獲得した出場者が合格し、おニャン子クラブの一員となる。この時、くす玉が割られ大量の紙吹雪と風船が舞い「ザ・スカウト アイドルを探せ! アイドル決定!!」と表記された垂れ幕で祝福を受ける。

### レギュラー出演者
レギュラー出演者であったとんねるず、田代まさし、大日本帝国ボーイズ、デーモン小暮閣下、逸見政孝、三宅正治（当時フジテレビに入社したばかりの新人アナウンサー）らをスターダムに押し上げた。また進行役には吉田照美（文化放送を退職し、フリーになった直後）、上柳昌彦（当時ニッポン放送アナウンサー）のラジオ畑の出演者も起用された。特に吉田は、ひたすら軌道を逸らそうとする田代やとんねるずを無視して淡々と進め、番組のまとまりを維持するのに腐心していた。また三宅はこの番組が終了後スポーツ中継に専念していたが、2000年代以降、バラエティ番組に再び出演するようになった。ちなみに田代まさしや吉田照美がレギュラー出演（司会者）するようになったのは初代司会者の片岡鶴太郎が降板してからだが、レギュラー出演する前に一度ゲスト出演している。

### とんねるず人気絶頂に伴う番組による優遇
当時、人気絶頂であるとんねるずは、1レギュラーという立場ながらとんねるず主体の企画が多くあり、その企画の多くが人気企画で夕やけニャンニャンの代表企画となった。

### 片岡鶴太郎vsダンプ松本
番組初期のエピソードとして、初代メイン司会の片岡鶴太郎が当時全日本女子プロレス所属レスラーだったダンプ松本に相当いじめられていたとされる時期がある（実際にはボクシングをやっていた鶴太郎が本当にダンプを怖がっていたかは不明である）。
その当時のある日、本番中に「電話が入っている」とスタッフから告げられ、鶴太郎はスタッフに対し「電話がダンプからのものではない」ことを何度も念を押して確認し、その上で電話を取ったところ、電話の相手はダンプ本人であった（鶴太郎のみならず、とんねるずも多少調子付いてダンプを挑発する言動をとっていた）。
その際、電話口でダンプが威圧や挑発の言葉を並べたやりとりの後、「そっちにこれから行くぞ!!」と凄んだことに対し、鶴太郎は「お前なんか来なくていいんだよ、このバーカ!!」と発言したところ、実はスタジオ内のセット裏から電話していたダンプ本人がブル中野と共にチェーンを振り回しセットをけり倒しながら登場。
ダンプらがスタジオにいることを一切知らされていなかった鶴太郎はその直後、生放送中ということを一瞬忘れたかのように「ダッ、ダンプさん!!すいません」と大泣きしながらスタジオ中を逃げ回ったという、笑うに笑えない場面があった。この「ハプニング」の際、スタジオに居合わせたおニャン子はほとんどが号泣し、身を寄せ合って怯えていたほか、一部観客にも泣き出す者や怯えるものもいたとされる。一方で、自身に罵声を浴びせた観客に逆上したダンプがその観客を襲撃しようとしてブルに咎められる一幕もあった（その際ダンプはブルを殴っている）。尚、とんねるずは事前収録だったために、この「ハプニング」には巻き込まれていない。
そして次の回の冒頭では、鶴太郎が「ダンプ松本がなんだ!バカヤロー!!」と発言したところ、何処からかダンプの声と竹刀の音がした事に鶴太郎と小雪、おニャン子が動揺したところ、出てきたのはダンプのコスプレをした女児（通称・コダンプ）だった事に鶴太郎達が安堵するというオチになっている（つまりダンプの声と竹刀の音は、予め録音されたもの）。
ちなみにこの一件に関連しては、当時鶴太郎がレギュラー出演していた『オールナイトフジ』でも同様のハプニングが起きていた。どちらについても、ダンプに対して過剰に怖がっていた鶴太郎に対して番組スタッフとダンプらが仕組んだ、いわゆる「ドッキリ」的な要素も併せ持っていた。ダンプも鶴太郎を本気で嫌っていたわけではなかったことから、この騒動が落ち着いた後の関係は良好であったとされ、当時、鶴太郎が如何に自分より怖い人が苦手であったかが分かる。

## 企画・コーナー
ザ・スカウト アイドルを探せ（毎日）
次期おニャン子を発掘するコーナーで毎週5人ずつ公募の（自・他薦問わず）素人高校生がオーディションを行なう。週代わりで5日間連続で出場し、歌・水着審査・かくし芸・プロモーションVTR等を披露し、金曜日に得点制（合格基準点は100点以上）で合格者を決定する（優勝者無しや複数合格も有り）。
合格者が出るとステージ上に吊るされた得点板周囲の電飾が点灯しファンファーレが鳴り、先述のくす玉が割れ、審査員代表もしくは進行役から目録が贈られた。但し5人全員が99点以下だった場合、不合格を告げるブザーが鳴って審査終了となったが、「残念!」等のテロップは出なかった。
進行役やとんねるずのノリ次第や審査員の裁量で合格させるような風潮が多く見られ、山本スーザン久美子はその変わった名前からとんねるずがうまく乗せてしまい合格したという例もあった。
金曜日の総合審査の審査員は、田谷力三、小池聡行、保沢紀、秋元康、佐藤準らが担当。スタジオでは5人体制で審査していたが、末期はレコード会社のディレクターやニッポン放送のプロデューサーらも加わり10人に増員されたため、審査員は写真と名前テロップのみの紹介となった。
全身 ○○だらけコンテスト（月曜日）
番組第1回目のコーナー。シルエットクイズの要領で、全身に何を大量に身に着けているのかを当てるコーナー。
甲子園に行かなくても校歌が歌えるコーナー（月曜日→金曜日）
いわゆる「学校自慢」、2チームによる対抗戦。同じ高校に通う3人組がチームとなり、自分の学校の自慢を互いに言い合い、判定の末勝った学校が校歌を歌える。なお、得点表示は「ザ・スカウト」の金曜日の総合審査で使われている表示器だった。とんねるずの帝京高校と逸見政孝の早稲田大学の対決では逸見が勝利した。
1986年8月12日には『火曜ワイドスペシャル』で本コーナーのSP版『全国1000万高校生・甲子園に出なくてもテレビで校歌が歌える決勝大会』が放送された。応募総数1,012校のうち、書類選考と出し物・パフォーマンスの審査で予選を勝ち抜いて本選に出場した高校は以下の通り。
北海道代表：函館ラ・サール高等学校
東北代表：宮城県石巻高等学校
北陸代表：新潟県立両津高等学校
関東代表：東京都立小平南高等学校
中部東海代表：愛知県立明和高等学校
関西代表：灘高等学校
中国四国代表：広島県呉豊栄高等学校
九州沖縄代表：熊本県立玉名工業高等学校
本選の審査員は岡本太郎、逸見政孝らが務めた。
お姉さん 教えて!（月曜日）
八神康子が視聴者からの悩みや質問に答えるコーナー。
抱いておニャン子（月曜日）
「つるんでニャンニャン」→「とんでニャンニャン」→「ちびってニャンニャン」とコーナー名は変わった。
公募の3〜4人の男子が毎週1人のおニャン子を“花嫁抱っこ”を実現させる為にかくし芸やゲームを行ないアピールする。最後にそのおニャン子が「抱いて」と言って1人を選ぶ。
小雪の新・東京ガイド（月曜日）
松本小雪が東京の名所を紹介するコーナー。
ツッチーホラーショー（月曜日）
「すみれSEPTEMBER LOVE」で知られる一風堂の土屋昌巳が出演し、ホラー映画のワンシーンを見せ、次のシーンでどうなるか、というのが問題で、とんねるずや複数のおニャン子が回答する。
流行病ニュース（月曜日）
全国各地で流行しているファッション、遊び等を紹介するコーナー。
先生恨みます（月曜日）
学校の先生に対して、日頃溜まっている不平、不満、恨み、つらみを紹介するコーナー。紹介後はハガキを藁人形に五寸釘を刺していた。
ゾク対抗勝ち抜きかきとり合戦（月曜日）
暴走族風のペア2組が漢字の書き取りの問題に答える。回答方法は、大きな紙に、カラースプレーを吹き付けて漢字を書く。勝利ペアは豪華賞品が貰え、敗者チームは残念賞として漢字ドリルが貰えた。
おニャン子のかきかきコーナー（月曜日）
無作為に男性の観客から1人を選び、おニャン子のメンバーがマジックインキで直接背中に自分のサインを書くコーナー。会場から野次が飛ぶ事が多かった。
改造まるごとHOW MUCH（月曜日）
バイク等の改造の値段を当てるコーナー。タイトルの元ネタは『世界まるごとHOWマッチ』（毎日放送）から。
クイズ ニッポンの常識（月曜日）
VTRを見て、その状況に当てはまる諺を当てるコーナー。珍回答が出る事が度々あった。
夕ニャン大相撲（月曜日）
素人男性2人がお手製の廻しを着用して相撲で対決するコーナー。取り組み前におニャン子のメンバーが「夕ニャン大相撲禁じ手3ヶ条」の「1,くい込みすぎて感じても『気持ちいい』とか『イク』とか言ってはいけない。 1,ふんどしからポロっと横チンしてはいけない。 1,相手のおいなりさんをにぎってはいけない。」を読むのが決まりとなっていた。初代横綱・ダンロップ山。二代目横綱・ブレーメンの音楽隊。
チャ〜ンカ・チャ〜ンカ・チャンカ・チャンカ・チャンのコーナー（月曜日）
素人男性が毎回指定された小道具を使って、黛敏郎作曲の「スポーツ行進曲」のイントロが流れた後に一発芸を披露するコーナー。当初は個人戦だったが、後に東西対抗戦となる。
判定はおニャン子が行い、「○」が多いとチャイム音と共に合格となるが、「×」が多いとほら貝の音色と共に不合格となり、3人のラッパ隊による「突撃ラッパ」の生演奏の中、不合格者が周辺にいた「ボオオ隊」と呼ばれる集団にピコピコハンマーやハリセン、殴り棒等で袋叩きにされてお仕置きされる（後述の「ボブに挑戦・ニャンニャン腕相撲」のようにスタッフが冷却ガスを噴射して沈静化させる一幕も。また、たまに司会の吉田照美や野沢直子が巻き込まれる事もある）。
なお、スピンオフ作品として「ボオオ隊　街をゆく」というミニドラマがあり、内容は街でマナーを守らない人たち（公の場でいちゃつくカップル等）を見かけた生稲晃子が山伏のような姿になってはほら貝を吹く と3人のラッパ隊が出現。彼らの「突撃ラッパ」の演奏と共に現れた「ボオオ隊」が対象者を成敗していく勧善懲悪ものだったが、予告編のみが放送され、結局は本編が放送されることは無かった。
東京ミステリーゾーン（1987年の月曜日）
都内の心霊スポットを紹介するコーナー。 1987年5月25日放送回のみ、沖縄の心霊スポットを紹介。
君の名は（火曜日）
毎回ゲストを呼び、この人は何をしていた人か?（あの子供は私、CMに出ていた、あの声の主は私など）をクイズ形式で当てていた。タイトルコールには同名のNHKラジオドラマの主題歌が使われ、実際に歌っていた織井茂子が声の主としてゲストに登場したこともあった。
ゴジテレビ（火曜日）
とんねるずが昔のアニメやドラマなどをモチーフとして、生でコントを見せるコーナー。この企画からとんねるずの方向性が垣間見え、その後の『とんねるずのみなさんのおかげです』へと派生していく。なお、タイトルコールは当時、フジテレビの放送開始・終了時に流れていた「I・愛・eye」の曲の最後のサビの部分（フジテレビ）にあわせている。コーナーロゴも8マーク時代のロゴ（末期は現在のフジサンケイグループ共通のロゴタイプ）の「フ」の部分を「ゴ」に変えただけのものが使われていた。
おじさん 教えて!（火曜日）
浜村淳と南州太郎が視聴者からの悩みや質問に答えるコーナー。
ドッカンを探せ!（火曜日）
クイズコーナー。素人参加者がクイズに正解すると、稲川淳二にの服の中に複数取り付けられた風船が膨らみ破裂する。間違えると、解答者の頭上で石橋が持ったパイプの先の風船が膨らみ破裂する。稲川の服に仕掛けられた大きな風船は限界まで膨らませず、途中で石橋が針で割っていた。
あぶないのねんのねん!（火曜日）
とんねるずがコントをやるコーナー。
稲川淳二の痛い話（火曜日）
タイトル通り、稲川が視聴者から寄せられた痛い話を紹介する。
恋のポルターガイド（火曜日）
おニャン子のメンバーが占い師の｢大宮さん｣に占いをしてもらうコーナー。メンバーが占いの最中に失笑、爆笑する事が多かったので、大宮に「笑うな!!」「笑うんじゃないっ!!」等と怒鳴られる事が度々あった。
ブレスなしコンクール（火曜日）
週替わりの曲を息継ぎなしで歌う。1コーラス全て歌えるとハワイ旅行が獲得できる。途中で駄目になっても粗品やドライヤー、CDプレイヤー、ヘッドホンステレオ等の豪華商品が貰えるが、途中で梅干やラッキョウ等、値段が極端に下がる場合もある。息継ぎをしていないのを証明する為に、手に大福を握って歌わなくてはいけない。
クイズ なんじゃらほい（火曜日）
番組末期のコーナー。いわゆる「フライングゲーム」で、左から右に投げられる物、若しくは左から右に走る人物を早押しで当てる。お手つき、誤答をすると、サイレンの音と共に水をかけられる（ただし、水不足が問題になった時期は粉に変更された）。「スイカの模様を塗ったバスケットボール」や「バスケットボールの模様に塗ったスイカ」や「バナナのように切った沢庵」等、引っ掛け問題も多く出題された。
ボブに挑戦・ニャンニャン腕相撲（水曜日）
水曜オープニングの“つかみ”コーナー。腕相撲が無類の強さだと自他共に認めるとんねるずのマネージャー・ボブ市川が、公募の挑戦者と腕相撲を行なう。確かにその強さは筋金入りであるが、たまに負けるとキャラクターを変更して「ボベ」「ボバ」「ボポ」等と改名をしてくる。石橋がマネージャー役でチャンピオンベルトを携え「ベルトが欲しかったらテキサスまで捕りに来い」が口癖。その後負けるたびに、「ボッボ」「ザブ」「ボボボ」「ボッキー」「busy★ウィッキー」「ラッキーチャ・チャ・チャ・ウ」「ロッキーバルボア」「ロッキー2」「ロッキー3」「ロッキー4」「ベティ」「スーパーベティJr」「スーパーベティJrスペシャル」などチャンピオンを入れ替え（同一人物が名前を変えただけの場合や、一週のみで敗退し降板する場合もあり）つつ、ほぼ番組終了まで形態を変えずにコーナーを維持した。また勝者判定時の木梨の「ロッキーッ」などの一声で観客が意味も無く暴れ出す（途中からスタッフが冷却ガスを噴射して沈静化させるようになる）のも特徴だった。なお、水曜日に石橋が「ロッキーッ」のお約束をやって水曜担当ディレクターに窘められたこともあった。石橋とチャンピオンの入場時に、スタッフによるテロップも回を追うごとに悪ノリ気味に脱線していき、暴れる観客に対し「騒ぎたきゃ外でやれ!!」や「怒られるのは俺たちだ!!」などのメッセージをこめたものになっていた。
(新)えばってんじゃねぇよ（水曜日）
おニャン子同士が各々石橋と木梨とを従え互いの悪口をフリップで言い合うもの（番組で起こした失敗を弄られる事も度々あった）。勝利チームは『なるほど!ザ・ワールド』のなるほどボックス（箱に書いてある文字も「ザ・」「ワー」「ル」「ド」であり、ボックスを開けた時のファンファーレも当番組と同じである。）と全く同じ要領で週替わりの粗品、商品（ソフトクリーム、ティッシュペーパー等）が貰えた。
部分美人コンテスト→部分不美人コンテスト（水曜日）
コーナー前半はおニャン子が原宿等に繰り出し、無作為に選んだ通行人に、おニャン子の写真が書かれているボードから目、耳、鼻、口を組み合わせ、出来上がった写真を番組内で披露するもの。コーナー後半は「およしになってねTEACHER」のBGMに乗せて、おニャン子のメンバーやレギュラー陣の顔の一部分を拡大した画像を披露していた。
ヒュー!ヒュー!熱いぜ!（水曜日）
おニャン子のメンバーととんねるずとの相性をチェックするコーナー。問題を出し（例、おニャン子のメンバーの貯金額はいくらか?とんねるずに口説かれるとしたら、どんな言葉が良いか?等）おニャン子のメンバーが何を書くかをとんねるずが推理して答える。勝利チームは、｢新えばってんじゃねぇよ｣で使用していたなるほどボックスで週替わりの粗品、商品が貰えた。
イタズラしてんじゃねえよ（水曜日）
おニャン子のメンバーが通行人にドッキリを仕掛けるコーナー。
お習字の時間（水曜日）
墨汁で半紙に書いたネタを視聴者が投稿し、貼り出してとんねるずが採点していくコーナー。次第に『とんねるずのオールナイトニッポン』のリスナーによるマニアックなネタが増えていった。その後、投稿ネタを写真に変更し、「石橋貴明の女は顔だ」と「木梨憲武のぶっこき写真」のコーナーに分割したが、短命に終わった。
私、里歌ちゃんコーナー（水曜日）
伊藤政則が司会をする（アシスタントは福永恵規）、現役の東海大学生の立見里歌の頭の中身は如何程かという発想から始まった教養のコーナーで、毎週立見と、それに対抗する挑戦者のおニャン子が日替わりで、視聴者から出題される学校で学習する類の問題に答えるというコーナー。立見が毎回珍回答を繰り出すが、対抗するおニャン子の回答が立見のボケを上回る事もしばしばであった。
クイズ!わかるわけ…ぬわ～い!（水曜日）
アニメ（主にいなかっぺ大将が取り上げられていた｡）のこの後の展開や台詞等の難問のクイズコーナー。正解すれば「ピタリ賞」として、やや豪華な商品が貰え、近い答えを出した場合は「ニアピン賞」としてそれなりの商品が貰えた。
うちの子に小切手（水曜日）
コーナー名は当時TBSテレビで放映されていたドラマ『うちの子にかぎって…』の番組タイトルをもじったもの。視聴者が送った葉書の入った箱から無造作にはがきを選び、それに書いてある電話番号を元に電話をかけ、電話越しで出された問題に答えるというもの。
カメラ目線コンテスト（水曜日）
素人参加者が、30秒間に何回カメラ目線が出来るかを競うコーナー。スイッチの操作は、石橋貴明が担当していた。
タイマンテレフォン（木曜日→火曜日へ移動）
番組の黎明期にスタートし、途中木曜日から火曜日へ移動しながらも比較的長く続いたコーナーだったが、コーナー自体があまりにも過激で大問題となったため番組開始から1年後の1986年9月で終了した。公募の視聴者ととんねるずが電話を使いお互いを罵った後、頭に来たとんねるずが電話を切ろうと受話器を電話本体の上に乗せ、切ろうと徐々にスライドする時に「切らないで切らないで」と相手が絶叫するのが見もの。特に男子中高生が石橋に激しく突っかかるシーンが多く見られた。小樽在住のヒサエちゃん（おばさん）が石橋とUFOに乗ったという事で話題になった。なお、ヒサエちゃんがファンである木梨に送った御土産を石橋がこっそり食べてしまったということもあった。ゲスト出演していた明石家さんまが飛び入りで出演した事があった。腹を立てたとんねるずが一般視聴者の住所を公開し（当時は個人情報の保護という概念がほとんど無かった）、「こいつの家に嫌がらせをしろ!」と煽ることもあった。
笑ってたまるか一本勝負!（木曜日）
牛乳（番組内では「飲み物」と表現）を口に含んだ一般参加者を1対1で向かい合わせ、田代まさしが視聴者投稿による一言ギャグを読み、牛乳を吐き出した方が敗退というルールのコーナー。「おしっこだにょー」「見てこうもん」など、くだらないネタが多かった。また、段田男の兄弟姉等紹介ネタ（「ずんずずん」「ぎんぎぎん」「まんままん」等）もシリーズ化し、後の段田のレギュラー化につながった。
お姉さん教えて!（木曜日）
お色気タレント（今でいうグラビアアイドル等）らが担当し視聴者からのお悩み相談を電話やハガキを紹介して答えるコーナー。初期は八神康子や坂本新兵らが担当した。たまに松本小雪の助言が入ることもあった。内容としては番組スタンスよりまじめなコーナーであった。
ニャンニャンフォーカス（木曜日、一部金曜日にも）
視聴者からの投稿写真でUFOの写真や心霊写真。そして有名人のショットが番組出演者やおニャン子メンバーに似ているといった事を指摘するコーナー。
あ、不幸だな→明るい不幸自慢（木曜日）
視聴者が送ったはがきに書かれた不幸話を読み上げ、不幸かどうかを判定するコーナー。一時期田代まさしが読み上げ、おニャン子がそれを判定していた。これが後に1990年から続く『明石家サンタの史上最大のクリスマスプレゼントショー』の原型となる。
先生教えて（木曜日）
深田甫が視聴者からの悩みや質問に答えるコーナー。
地獄のザンゲコーナー 可愛い悪魔（木曜日）
キャンディーズのやさしい悪魔のジングルで始まる。人間の悪魔の信者であるにもかかわらず、良い事をした事を懺悔するコーナー。
悪魔ちゃん教えて（木曜日）
デーモン小暮が視聴者からの質問に答えるコーナー。
薬丸のマジ～!?（木曜日）
薬丸裕英が、視聴者から寄せられた未だに語り継がれている日本の伝統や風習について紹介するコーナー。
おニャン子のサービステレフォン（木曜日）
30秒以内にクイズに4問正解（パスは4問まで。）すると、好きなおニャン子のメンバーと通話が出来るコーナー。
クイズ 似顔絵グランプリ（木曜日）
『クイズグランプリ』と同じ要領で、視聴者から寄せられた似顔絵（と言っても、卸金やサイコロ等、似顔絵とは言えない作品もあった）を早押しで答える。得点の高さに比例して、難易度が高い。お手つき、誤答は選んだ点数分減点される。数枚｢チャンスカード｣が入っていて、その時は点数が倍になる。その反面、難易度も上がり、お手つき、誤答の減点も倍になる。
おねえさん!やさしく脱がせて（木曜日）
おニャン子のメンバーが、幼児を早く全裸にさせるコーナー。
大ボケウォーリアンは誰だッ?（木曜日）
早押しクイズ。おニャン子のメンバーが頭にパンストを被り回答する。
そんなわヶねェ〜だろ（木曜日）
3人のうち、誰が別の素材の食べ物を口にしているかを当てる。
チャリンコF1グランプリ（木曜日）
田んぼの上にセットされた幅15cm、長さ31mのデコボコの道を自転車で渡る。最後まで渡りきると、自動車が貰えるが、途中で倒れても進んだ距離によってCDプレイヤーやスクーターが貰える。他にも参加賞としてフジテレビ特製のTシャツやベストパフォーマンス賞として自転車が貰える。カケフくんが毎週違った自転車で参加するのが恒例だった。
とんねるずのガンつけんじゃねえよ（金曜日）
とんねるずが当時実在していた不良学生の生写真を紹介するコーナー。
パンクでぶっ飛ばせ
出場者のいらなくなった粗大ゴミを壊しながら、日頃に溜まった鬱憤晴らしをするコーナー。
当ててちょんまげ（金曜日）
出場者3人の内、誰が本当におニャン子のメンバーに縁のある人なのかを当てる。第1回の問題は、内海和子の初恋の人を当てる問題だった。
オリコン速報（金曜日）
最新のオリコンベスト5をいち早く紹介。当初は当時ニッポン放送アナウンサーだった湯浅明（国際弁護士・湯浅卓の実兄）とおニャン子メンバーが担当していたが、末期はおニャン子メンバーだけで担当した。おニャン子系の曲がランク入りするとお祝いもしていた。
俺ら!ペットレース（金曜日）
自分のペットをコース内をレースさせるコーナー。優勝すると、おニャン子のメンバーがペットにキス（説明上はキスだが、実際に直接口を付ける事はほとんどなかった。）をし、更に商品も貰えた。
おニャン子裁判（金曜日）
おニャン子のメンバーの失敗、間抜けな発言、とんでもない事実を徹底的に追求するコーナー。
元祖どっきりHOWマッチ（金曜日）
無理難題（ドジョウが入った水槽に足を入れる、変な形のヘルメットを被る、女性にビンタされる、等）を通行人がいくら払えばやって貰うかを当てるコーナー。
おニャン子向上企画シリーズ（金曜日）
番組末期のコーナーでおニャン子の代表者達が料理やダンスなどに挑戦するコーナーであった。特に料理の回では常滑川まこと（大竹まこと）が美味しいチャーハンを調理してスタジオの観客達や総合司会の田代まさしと松本伊代に絶賛されたが、一方おニャン子達は不味いチャーハンを調理して田代と大竹を呆れさせた。
猫相撲（金曜日）
飼い猫を相撲で対戦させる。優勝すると鰹節が貰えた。
今週の5秒（金曜日）
MCのおニャン子が放送終了前に一瞬芸を見せるコーナーである。
すいません 大切な物をお借りして ガッタンゴットンゲーム
まずは出場者が自分の宝物を預ける。そして、おニャン子のメンバーがそれを目掛けてセットの上からボウリングの球を転がすので、壊れないように阻止する。
6時のニュース告知（報道センターから）
当番組のすぐ後、6時からの『FNNスーパータイム』で伝える予定の項目を逸見政孝（当時フジテレビアナウンサー）が報道センターの顔出しブースから予告する。スタジオから報道センターに呼び掛ける時やスタジオへ画面を戻す際に、その日の司会者やMCのおニャン子と世間話めいたやりとりを喋るが、そのやりとりが若い視聴者にもウケて逸見の人気が上昇し、自身がフリーアナウンサーとなる足掛かりになった。その勢いに乗り、逸見が「私に手紙を下されば写真を差し上げますよ」と言った言葉に端を発して、ブロマイドの老舗「マルベル堂」から逸見のブロマイドが発行される事になり大変な人気になった。その後「マジメまして逸見です Majime it's Me」という逸見が上梓した本（以上の経緯も書いてある）も発行された（同コーナーで全国各地で行うサイン会も告知された。）他、「眼鏡をはずした恋」でレコードデビューも果たした。
なお、当時の『スーパータイム』は、ネット局内で番組タイトルの統一がされておらず、フジテレビと静岡・愛媛・福岡・鹿児島の5局が『スーパータイム』を番組タイトルに使っていた（以上の系列4局は『FNNテレビ静岡スーパータイム』など、各ネット局の局名も入れていた）。一方、東海や関西・長野など大半の地域では別タイトル（番組開始の経緯上、元々のローカルニュースのタイトルをそのまま使用するか、東海・関西のように開始時刻を示す「600」などタイトルの一部を変えた局が多かった）を使用していたため、「ニュースのお知らせ」もしくは「6時のニュース」という曖昧な表現をせざるを得なかった（フジテレビでは関東ローカル向けに「このあと6時から FNNスーパータイム」と画面下に5秒間テロップを送出していた。表示されないネット局では、長野放送などがローカルニュースで伝える項目の予告テロップを表示する事もあった）。夕ニャン終了後の1990年代には、別タイトルを使っていた地域でも既に『スーパータイム』のタイトルを使い始めている。
今夜の番組から
『スーパータイム』に続いて19時から放送する番組を紹介するVTR。放送開始当初は声優の堀秀行と寺田理恵子（当時フジテレビアナウンサー）がナビゲーターを務めていたが、その後寺田が単独で出演。末期は当番組出演者が紹介コメントを読み上げるようになり、進行が押した場合はカットされることもあった。なお、他系列の番組や他時間帯の遅れネット・自社制作などで紹介する番組をネットしない場合、このコーナーを差し替える地域（関西テレビなど。同局の場合は独自に「番組ホット情報」を制作して差し替え）もあった。

## 出演者

### 総合司会
| 期間      | 期間      | 男性       | 男性       | 男性       | 男性       | 男性             | 女性     |
| 期間      | 期間      | 月曜       | 火曜       | 水曜       | 木曜       | 金曜             | 女性     |
| --------- | --------- | ---------- | ---------- | ---------- | ---------- | ---------------- | -------- |
| 1985.4.1  | 1985.9.27 | 片岡鶴太郎 | 片岡鶴太郎 | 片岡鶴太郎 | 片岡鶴太郎 | 片岡鶴太郎       | 松本小雪 |
| 1985.9.30 | 1986.1.31 | 吉田照美   | （不在）   | 吉田照美   | 田代まさし | （不在）         | 松本小雪 |
| 1986.2.3  | 1986.4.11 | 吉田照美   | （不在）   | 吉田照美   | 田代まさし | 田代まさし       | 松本小雪 |
| 1986.4.14 | 1986.9.26 | 吉田照美   | （不在）   | 上柳昌彦   | 吉田照美   | 田代まさし       | 松本小雪 |
| 1986.9.29 | 1987.2.27 | 吉田照美   | 吉田照美   | 吉田照美   | 田代まさし | ちびっこギャング | （不在） |
| 1987.3.2  | 1987.8.31 | 田代まさし | 田代まさし | 田代まさし | 田代まさし | 田代まさし       | 松本伊代 |

### メインパーソナリティー（曜日別司会、1987年3月2日以降）
- 吉田照美（月・水曜）
- 所ジョージ（火曜）
- 高杢禎彦（木曜）
- 大竹まこと（金曜）

### コーナー司会
- 逸見政孝（当時：フジテレビアナウンサー / 『報道センターからのニュース』）
- 露木茂（同上）
- 野間修平（同上）
- やまむらけんいち（当時8歳 / 『アイドルを探せ』木曜日）

### レギュラー
- とんねるず（火〜金曜日レギュラー（1985年4月〜9月）→全曜日レギュラー（1985年10月〜1986年2月）→火〜木曜日レギュラー（1986年3月）→火・水曜日レギュラー（1986年4月〜9月）→水曜レギュラー（1986年10月〜終了まで））
- ABブラザーズ（月曜日レギュラー、1986年7月〜終了まで）
- パワーズ（金曜日レギュラー（1986年3月〜1986年9月）→木曜日レギュラー（1986年10月〜終了まで）
  - 須間一也
  - 小田進也[注 4]
- ウッチャンナンチャン（木曜日レギュラー）
- ちびっこギャング（月曜日レギュラー(1986年3月〜9月）→金曜日司会（1986年10月〜1987年2月）→金曜日レギュラー（1987年3月〜終了まで）
- シブがき隊（金曜日レギュラー（1985年10月〜1986年3月）→木曜日レギュラー（1986年4月〜1986年9月）→不定期出演（1986年10月〜終了まで）
- 大竹まこと（1987年2月までは「常滑川まこと」名義[注 5]。月曜日レギュラー（1986年3月〜9月）→金曜日レギュラー（1986年10月〜1987年2月）→金曜日司会（1987年3月〜終了まで）
- 高杢禎彦（木曜日レギュラー（1986年10月〜1987年2月）→木曜日司会（1987年3月〜終了まで）
- 桑野信義（火曜日レギュラー、1987年3月〜終了まで）
- 三宅裕司（月曜日レギュラー、開始〜1985年6月）
- 浜村淳（火曜日レギュラー、開始～1986年9月）
- 南州太郎（火曜日レギュラー、開始〜1986年3月）
- 岡本かおり（水・金曜日レギュラー、開始〜1986年4月）
- 深田甫（木曜日レギュラー、開始〜1986年9月）
- 土屋昌巳（月・火曜日レギュラー、1985年10月〜1986年4月）
- 稲川淳二（火曜日レギュラー、1985年10月〜1987年2月）
- 伊藤政則（水曜日レギュラー、1985年10月〜1986年8月）
- 野沢直子（火曜日レギュラー）
- キッチュ（現：松尾貴史）（火曜日レギュラー）
- 細川隆一郎（水曜日レギュラー）
- デーモン小暮（現：デーモン閣下）（木曜日レギュラー）
- 間下このみ（木曜日レギュラー）
- カケフくん（木曜日レギュラー）
- 笑福亭笑瓶（木曜日レギュラー）
- ストロング金剛（木曜日レギュラー）
- 湯浅明（当時：ニッポン放送アナウンサー / 金曜日レギュラー）
- 三宅正治（金曜日レギュラー）
- デーブ・スペクター（金曜日レギュラー）
- リサ・パドリック（金曜日レギュラー）
- 段田男
- 吉村明宏
- 伊藤克信
- 八神康子
- 坂本新兵
- 乱一世
- 息っ子クラブ
- 保沢紀（『アイドルを探せ』審査員）
- 小池聰行（『アイドルを探せ』審査員）
- 田谷力三（『アイドルを探せ』審査員）
- 秋元康（『アイドルを探せ』審査員）
- 佐藤準（アイドルを探せ』審査員）

ほか
補足
- 逸見は『FNNスーパータイム』を兼務。
- 露木・野間はそれぞれ逸見の代役で数回出演。
- 田代まさしは1985年10月から1986年3月まで木曜の司会の他、火曜にもレギュラー出演していたが、同曜日の出演に関しては司会者ではなくレギュラー扱いであった。
- 1985年10月〜1986年1月までの金曜は形式上は松本小雪の単独司会の形を採りながら、同時に曜日別のレギュラーとなったシブがき隊（3人のうち1人が週替りで出演）と全曜日出演のとんねるずが実質上のメインパーソナリティーとして大半のコーナーの司会進行を担当。
- 所ジョージは1987年3月から放送終了まで火曜にレギュラー（司会者）出演していたが、同年8月28日放送（最後の金曜放送）にて最後の出演を果たした際にはゲスト扱いとなった。

## 主題歌
- チェッカーズ『あの娘とスキャンダル』映画『CHECKERS IN TAN TAN たぬき』のプロモーションも兼ねており、チェッカーズのメンバーが狸に扮したアニメーション。
- おニャン子クラブ『セーラー服を脱がさないで』

※番組のオープニングとエンディングは、おニャン子(ソロ含む)が歌手デビュー以降シングルやアルバム曲などを各々一定期間直接歌うものになった。

## 番組末期
番組、そしておニャン子クラブの終了の兆しは、放送開始から2年を経た1987年4月頃から見られるようになった。
この時期、『アイドルを探せ』も最後のメンバーとなった鈴木和佳子の合格後程なく終了となり、番組内容と番組を基盤としたタイアップ戦略や人材発掘もまた行き詰まりの様相を呈しつつあったためついに番組の打ち切りが決定した。
そのため最終的には同年6月15日に番組終了とおニャン子クラブの解散が正式に予告発表され、番組は8月31日に最終回を放送してついに放送終了を迎えた。おニャン子クラブもまた9月20日の国立代々木競技場第一体育館での大規模な解散コンサートを以て活動を終了した。番組の最終回の前日はこの番組も大々的に連動を行っていたフジサンケイグループ主催の大型イベント「コミュニケーションカーニバル 夢工場'87」の最終日だった。番組末期に生放送の番組進行がスムーズに行かない状態に陥った時、石橋貴明が「夢工場までは頑張るんだろ!」と叫ぶ一幕もあった。

### 最終回
最終回は、放送開始以来最初で最後の2時間スペシャルとして放送し、これまでの秘蔵VTRやレギュラー陣総出演で幕を下ろした。『ロッキーに挑戦・勝ち抜き腕相撲』、『笑ってたまるか一本勝負!』、『Let'sリンボー!』、『ゴジテレビ』、『ドッカンを探せ!』 などのコーナーが1日限定で復活したほか、おニャン子クラブ最終メンバーの卒業式も番組内で行われたが、エンディングで歌った曲は『瞳の扉』だった。

### その後
その後のフジテレビ平日17時台はドラマ再放送枠や『桃色学園都市宣言!!』など二転三転した後、当番組終了から数年半後には当番組と同じ生放送番組が放送されたがいずれも短命に終わった。
- 1989年4月にはプロデューサーの石田弘など主なスタッフがこの時間帯に再登板し、当番組とおニャン子の再来を期してアイドルバラエティ番組『パラダイスGoGo!!』を放送し乙女塾を展開していたが、当番組とは違って番組の人気がなかなか上昇しなかったため翌年の1990年3月に終了。
- 1995年4月には後に『めちゃ2イケてるッ!』の総監督となる片岡飛鳥が演出として登板する今田耕司初の冠番組『今田耕司のシブヤ系うらりんご』を放送するも、番組内での罰ゲームの内容に苦情が殺到した事から半年後の1995年9月に終了。
- それ以降は平日17時台のバラエティ枠は廃枠となり再放送枠及びアニメ枠に転換した後、2000年4月にニュース番組枠になる、『FNNスーパーニュース』→『みんなのニュース』→『プライムニュース イブニング』を経て『Live News it!』→『Live News イット!』、フジテレビ以外の系列局はこれらのニュース番組を内包したローカルニュース番組となっている（いずれの番組も年末年始は放送休止となり代替で『FNNニュース』を放送している）。
- ただし16時台に、本番組とコンセプトが似た「DAIBAッテキ!!」などが放送されていた時期もある。

## スタッフ
- 構成：長谷川勝士、沢口義明、西川晋、遠藤察男、井辺清、鶴間政行、三木聡、佐々木勝俊、大村貴行、野中浩之、近藤博幸、坂本秋広、山下通、田淵寛、菅原誠、他
- 企画協力：秋元康
- 美術
  - 美術制作：堀切清、松尾嘉之
  - デザイン：根本研二
  - 美術進行：重松照英、相馬徹、石鍋伸一郎
  - 大道具：高田正夫、今井吉一
  - 装飾：鎌田徳夫、吉田竜二、宮下順一
  - 持道具：荒井実
  - 衣装：土田清
  - メイク：五十嵐智春、鍛代立美
  - かつら：牧野勇
  - 電飾：大木謙二
  - 視覚効果：東京特殊効果（渡部宏一、北條光昭）
  - アクリル装飾：ヤマモリ（野尻一幸、村瀬敏彦）
  - 生花装飾：京花園（佐伯孝夫、長崎由利子、阿部雅子）
  - 植木装飾：須田信治（野沢園）
  - タイトル：高柳義信、川崎利治
- 技術
  - TD/SW：笹川一男、佐藤正直、佐藤五十一、那須俊郎、下田誠、森川健司、高橋友男、福田勝豁
  - カメラ：福田伸一郎、西尾章、石田智男、斉藤浩太郎、木村好信、横山進、金涌博行、鵜沢修、一ノ瀬一、樋口一雄、伊佐憲一、大嶋隆、加藤文也、馬場直幸、小張豊、星谷健司、佐々木信一他
  - VE：森谷勇、西野健二、森田繁夫、青木一夫、下田弘一、野中正男、井上武典、鎌倉恒夫、新川力、小林勇、浦須内修 他
  - 音声：大河真、吉田信吾、松村勲、西田貞雄、八木成雄、渋川幸男、松永英一、他
  - 照明：中村英二、蓑島公男、田村春夫、浅香勉、石井健治、阿部一夫、藤井梅雄、鈴木喜雅、他
  - 音響効果：佐藤昭、張替正美、川端智之、他
  - 編集：共同テレビジョン、IMAGICA
- アシスタントプロデューサー：笠井一二（後期）、熊田共一[注 12]
- チーフディレクター：笠井一二（前～中期）、坂間和夫（後期）
- アシスタントディレクター：水口昌彦、鈴木正人、和久津一成、遠藤達也、工藤久男、小川三枝、岡本知士、大河孝章、岡崎洋三、時宗大、北村要、他
- TK：長谷川啓子、藤巻理恵
- プロデューサー：石田弘
- ディレクター
  - 月曜：後藤正行、小西康弘
  - 火曜：守谷徹、石井正幸
  - 水曜：港浩一
  - 木曜：坂間和夫、光野道夫、関根義一
  - 金曜：木村忠寛
- 制作著作：フジテレビ

※スタッフクレジットはオープニングで出演者・スタッフの大部分、エンディングでプロデューサー・ディレクターと「制作著作：フジテレビ」に分かれて表記されていた。

## ネット局
※系列は放送終了時点のもの。備考欄空白の局（東海テレビなど）はフジテレビでの番組開始当初から番組終了まで放映。
| 放送対象地域   | 放送局         | 系列                                         | 備考              |
| -------------- | -------------- | -------------------------------------------- | ----------------- |
| 関東広域圏     | フジテレビ     | フジテレビ系列                               | 制作局            |
| 北海道         | 北海道文化放送 | フジテレビ系列                               |                   |
| 山形県         | 山形テレビ     | フジテレビ系列                               | 1986年8月4日から  |
| 宮城県         | 仙台放送       | フジテレビ系列                               | 1985年5月1日から  |
| 福島県         | 福島テレビ     | フジテレビ系列                               | 1986年2月3日から  |
| 新潟県         | 新潟総合テレビ | フジテレビ系列                               | 1985年9月2日から  |
| 長野県         | 長野放送       | フジテレビ系列                               |                   |
| 静岡県         | テレビ静岡     | フジテレビ系列                               | 1986年3月3日から  |
| 富山県         | 富山テレビ     | フジテレビ系列                               | 1986年3月31日から |
| 福井県         | 福井テレビ     | フジテレビ系列                               | 1985年8月27日から |
| 中京広域圏     | 東海テレビ     | フジテレビ系列                               |                   |
| 近畿広域圏     | 関西テレビ     | フジテレビ系列                               | 1985年6月3日から  |
| 島根県・鳥取県 | 山陰中央テレビ | フジテレビ系列                               | 1986年6月9日から  |
| 広島県         | テレビ新広島   | フジテレビ系列                               |                   |
| 岡山県・香川県 | 岡山放送       | フジテレビ系列                               |                   |
| 愛媛県         | テレビ愛媛     | フジテレビ系列                               | 1986年6月30日から |
| 福岡県         | テレビ西日本   | フジテレビ系列                               | 1986年1月27日から |
| 佐賀県         | サガテレビ     | フジテレビ系列                               | 1986年3月10日から |
| 熊本県         | テレビ熊本     | フジテレビ系列 テレビ朝日系列                | 1986年3月26日から |
| 大分県         | テレビ大分     | フジテレビ系列 日本テレビ系列 テレビ朝日系列 | 1986年4月1日から  |
| 宮崎県         | テレビ宮崎     | フジテレビ系列 日本テレビ系列 テレビ朝日系列 | 1986年4月1日から  |
| 鹿児島県       | 鹿児島テレビ   | フジテレビ系列 日本テレビ系列                | 1986年6月16日から |
| 沖縄県         | 沖縄テレビ     | フジテレビ系列                               |                   |

オープニングのスタッフクレジットの後にネット局のロールテロップ(1986年3月まではフジテレビも他のネット局と同じ書体、4月からはフジテレビのみロゴ)が流れていた。なお、秋田テレビ、石川テレビ、テレビ長崎は系列局ながら本番組がネットされなかった。